# Guto
Gusto est un prénom masculin portugais et gallois diminutif de Gustave, Auguste et Gruffudd. Ce prénom peut désigner :

## Prénom
- Guto Bebb (né en 1968), homme politique gallois
- Guto Harri (en) (né en 1966), écrivain et diffuseur britannique
- Guto Nyth Brân (en) (1700-1737), athlète légendaire gallois
- Guto Pryce (né en 1972), musicien et compositeur gallois
- Guto Puw (en) (né en 1971), compositeur et chef d'orchestre gallois

## Surnom
- Guto, surnom de Augusto Pacheco Fraga (en) (né en 1988), joueur brésilien de football
- Guto Inocente (en), surnom de Carlos Augusto Inocente (né en 1986), combattant brésilien d'arts martiaux mixtes